# Quirze i Julita de Tars
|  | «Sant Quirze i Santa Julita» redirigeix aquí. Vegeu-ne altres significats a «Sant Quirze i Santa Julita (desambiguació)». |

Quirze (en grec Κηρύκος (Kērykos)), o Ciríac o Cir, i sa mare Julita o Julieta (en grec, Ἰουλίττα) van ésser dos cristians màrtirs l'any 304 a Tars. No se'n conserva cap testimoni històric i la seva història consisteix en llegendes i tradicions pietoses. Més que probablement, es tracta de personatges llegendaris. Són venerats com a sants a tota la cristiandat, com a protectors dels pobres i els nens. La seva festivitat és el 16 de juny.

## Historicitat i expansió del culte
Algunes d'aquestes llegendes es van originar en la confusió amb un altre nen màrtir anomenat Ciriac d'Antioquia. Es deia que Constantí I va descobrir les relíquies de Quirze i Julita i va edificar un monestir a Constantinoble per guardar-les, a més d'una església a Jerusalem. Al segle iv, Sant Amador, bisbe d'Auxerre, va portar-ne algunes relíquies d'Antioquia a l'abadia d'Auxerre, on es va estendre ràpidament el seu culte.
A França era conegut com a Saint Cyr, donant nom a molts llocs. D'aquí passà a la península Ibèrica, especialment a Catalunya, on abunden els topònims amb la forma Quirze i les ermites que hi són dedicades: Sant Quirze de Besora, Sant Quirze Safaja, Sant Quirze de Pedret, etc.
Ja al segle vi, però, les actes del martiri de Quirze i Julita van ser considerades apòcrifes pels pseudo-gelasians.

## Llegenda
La tradició els fa cristians naturals de Licaònia (Àsia Menor) que fugiren a Tars quan la persecució decretada per l'emperador Dioclecià. Quirze tenia llavors tres anys. Van ser detinguts pel governador Domicià que va condemnar la mare a ser torturada en presència de son fill. En veure-ho, el nen va esgarrapar la cara del governador i aquest el va agafar i el va estimbar escales avall, matant-lo. La mare va demostrar la seva joia perquè el nen hagués assolit la corona del martiri. Una altra versió diu que el nen, tot i la seva edat, va declarar eloqüentment la seva fe i la seva negativa a abjurar-ne.
El governador va fer que torturessin Julita: li van passar ganxos punxeguts pels costats i va ser decapitada. Els seus cossos van ser abandonats i els cristians, d'amagat, els van recollir i enterrar.

### Sant Quirze i Carlemany
Una llegenda originada a Nevers diu que Carlemany va somniar que en una cacera l'atacava un os salvatge i que n'era salvat per l'aparició d'un nen que li deia que, a canvi, havia de donar-li les seves robes per cobrir-se. El bisbe de Nevers va interpretar el somni dient a l'emperador que el nen era Sant Quirze i que li demanava que reparés el sostre de la seva església a Nevers.

## Iconografia
Obresː
- Frontal d'altar de Durro, segle xii (MNAC)
- Retaule de Sant Quirze i Santa Julita procedent de Sant Quirze del Vallès, obra de Pere Garcia de Benavarri, 1456-1460 (Museu Diocesà de Barcelona)

## Galeria d'imatges

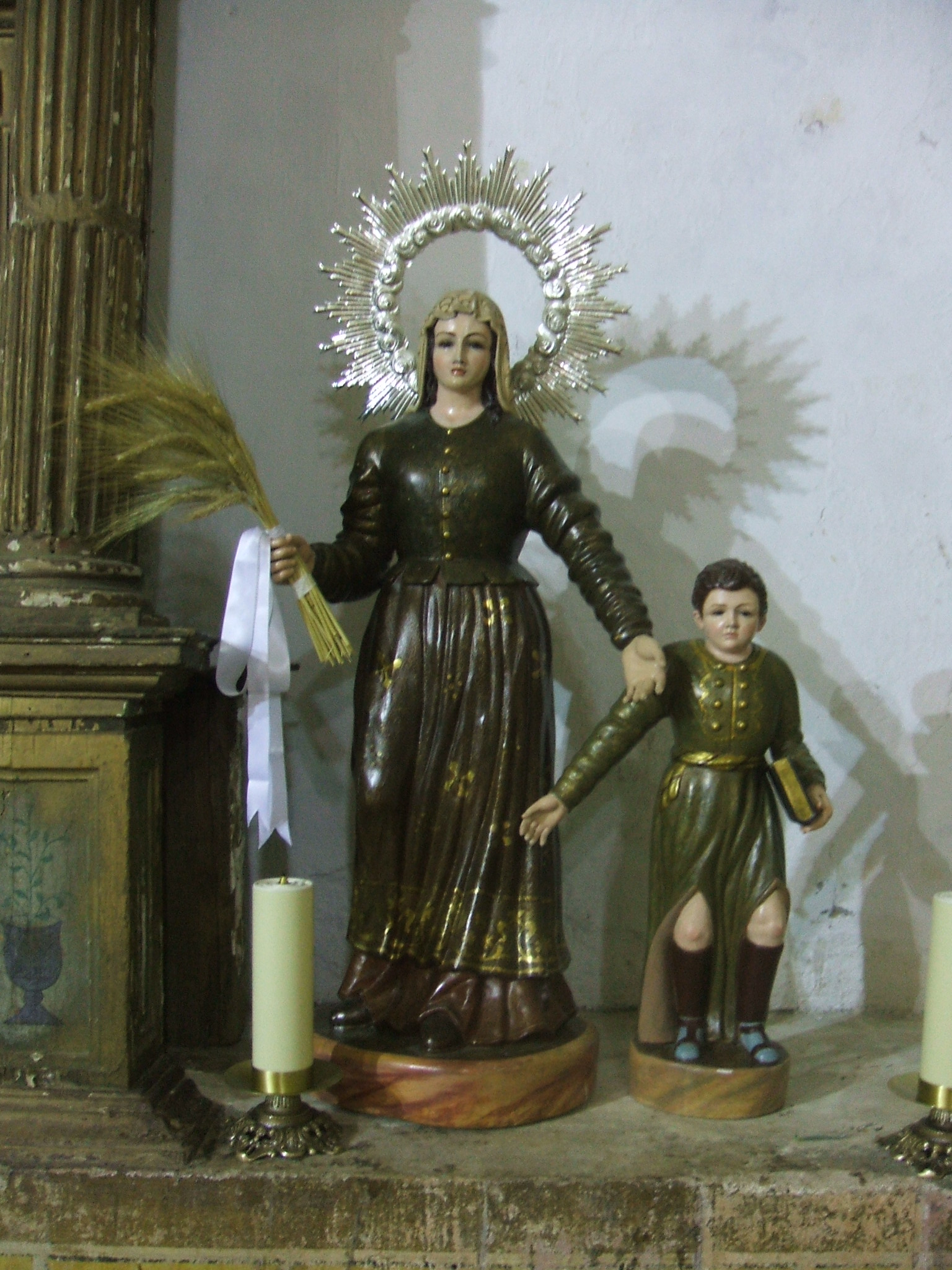
Talla a Villanueva de la Sierra (Càceres)
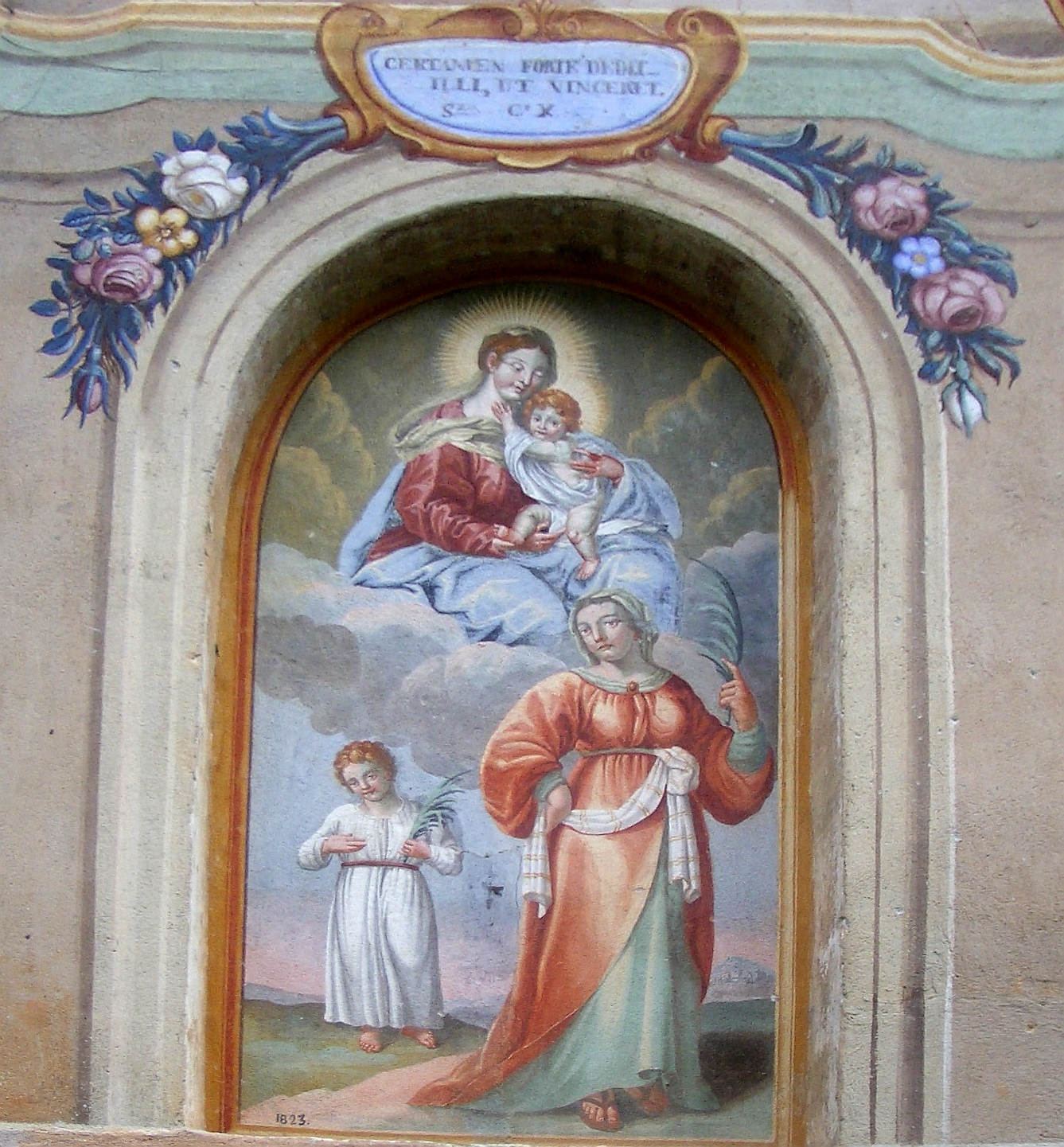
Fresc amb els sants a un oratori de Boccioleto, Itàlia
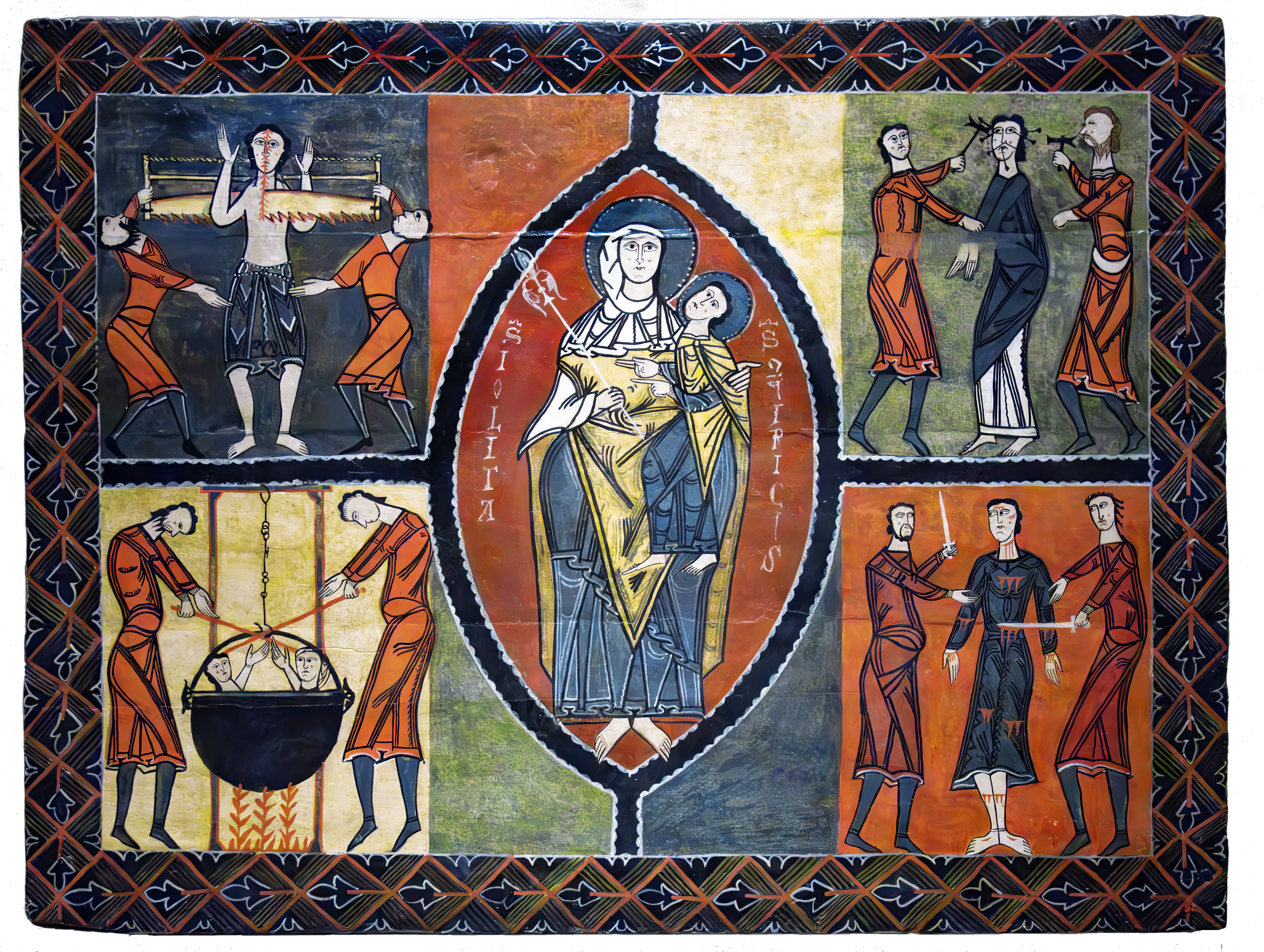
Frontal de Durro, amb el martiri dels sants (Barcelona, MNAC)
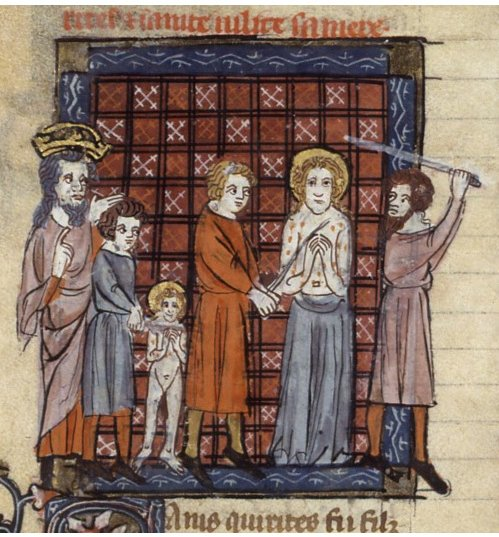
Martiri dels sants a un manuscrit francès del s. XIV
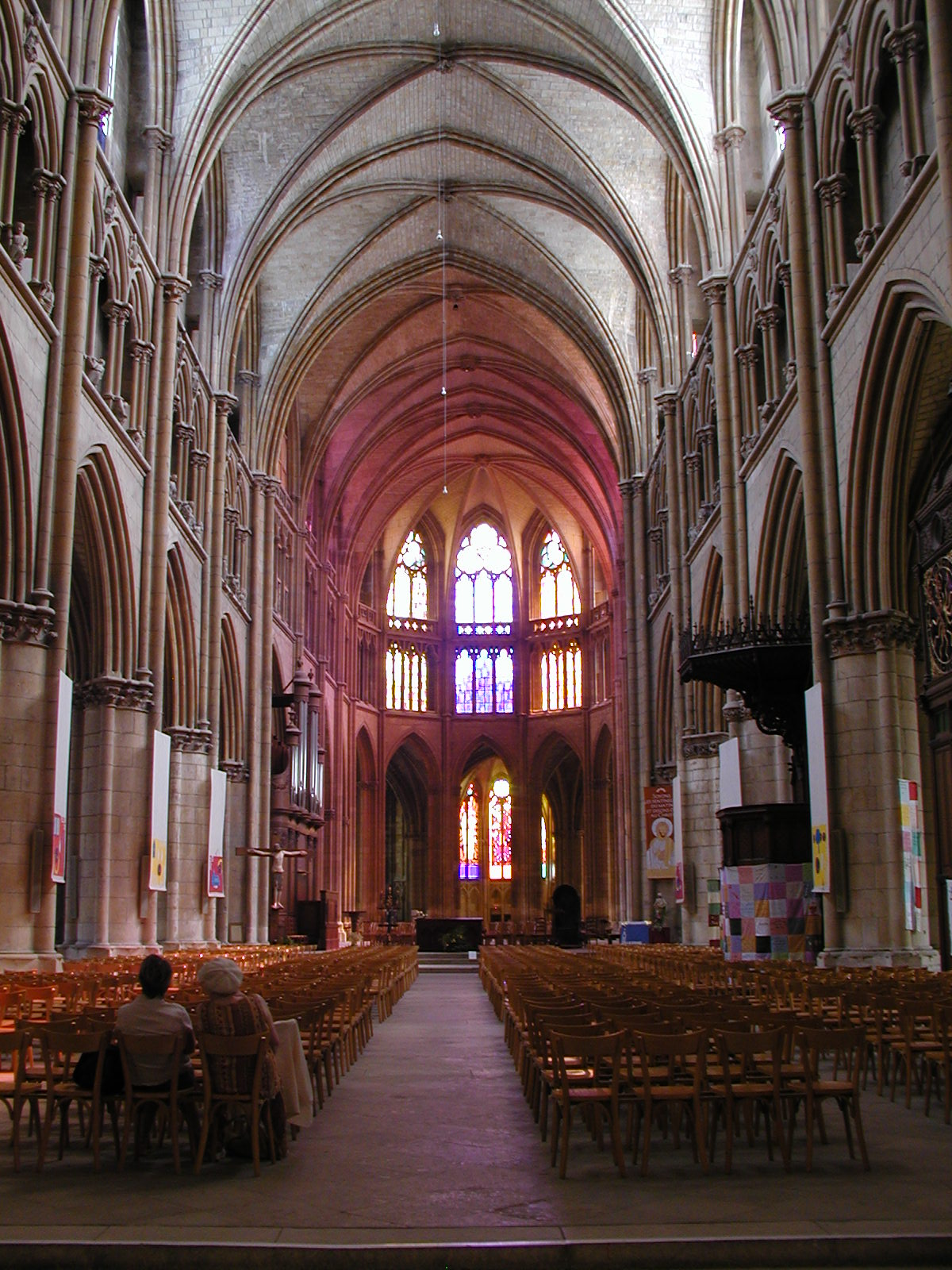
Catedral de Saint-Cyr-et-Sainte-Juliette de Nevers, amb les restes dels sants
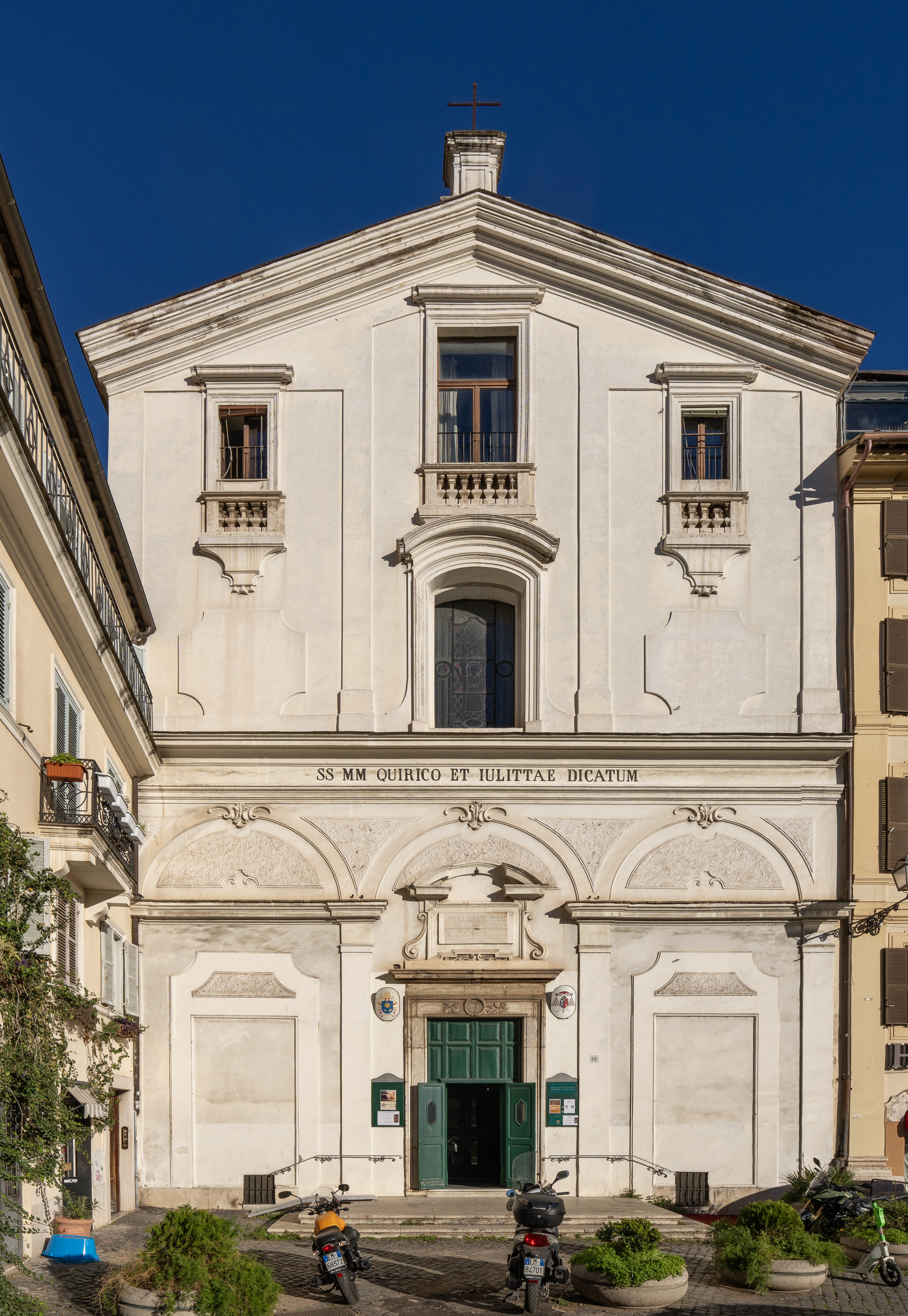
Església de Santi Quirico e Giulitta, a Roma, amb relíquies